# أوزوالد هولمبرغ
أوزوالد هولمبرغ (بالسويدية: Oswald Holmberg) هو عسكري سويدي، ولد في 17 يوليو 1882 في Malmö Sankt Petri församling ‏ في السويد، وتوفي في 11 فبراير 1969 في Slottsstadens församling ‏ في السويد.

## وصلات خارجية
- أوزوالد هولمبرغ على موقع أوليمبيديا (الإنجليزية)
- أوزوالد هولمبرغ على موقع اللجنة الأولمبية السويدية (السويدية)